# Bachiariusz
Bachiariusz (IV/V wiek) – hiszpański mnich i pisarz. Żył w Galicji. Oskarżany o pryscylianizm został prawdopodobnie potępiony przez biskupów Betyki. Papież Innocenty I zaprosił go do Rzymu, by zapoznać się z jego doktryną. Wtedy też napisał Książeczkę o wierze. Oczyszczony z zarzutów wrócił do Hiszpanii, skąd wkrótce uciekł przed Wandalami i kilka lat później umarł.
Poza wspomnianą Książeczką o wierze jest autorem Listu do Januarego oraz pisma O upadłym, dedykowanego pewnemu mnichowi diakonowi, który utrzymywał kontakty seksualne z zakonnicą. Jeden z badaczy - G. Morin przypisywał Bachiariuszowi autorstwo dwóch listów z rękopisu z St. Gallen 190, w których widać wpływy pryscylilanizmu.